# بخش بیکانر
بخش بیکانر (به انگلیسی: Bikaner district) یک منطقهٔ مسکونی در هند است که در Bikaner division واقع شده‌است. بخش بیکانر ۳۰٬۲۴۷ کیلومتر مربع مساحت و ۲٬۳۶۳٬۹۳۷ نفر جمعیت دارد.